# 德國男子冰球代表隊
德國男子冰球代表隊是代表德國參加男子冰球比賽的隊伍，德國冰球隊參加了1911年的欧洲冰球锦标赛，這是該隊首次参加的国际比赛。第二次世界大战後德国分裂為東德和西德，东德国家冰球队隨後成立並一直持續至兩德統一。1991年，东德冰球队并入德国冰球联合会。